# Hoshihananomia tibialis
Hoshihananomia tibialis là một loài bọ cánh cứng trong họ Mordellidae. Loài này được Broun miêu tả khoa học năm 1880.